# Naveta (liturgia)

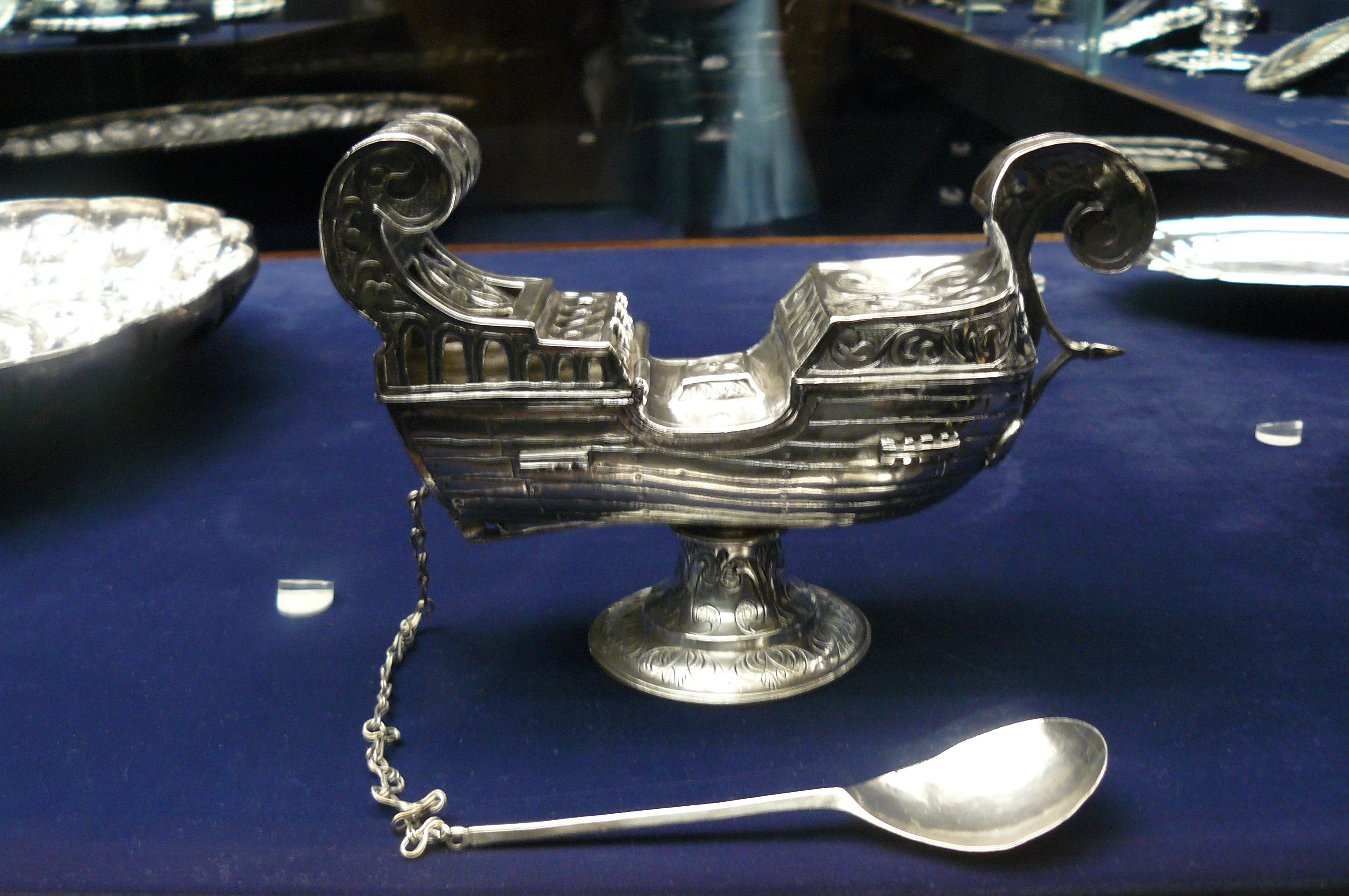
Naveta

Uma naveta é um objeto litúrgico, em forma de barco, utilizada para o transporte do incenso destinado a ser queimado no turíbulo em cerimónias religiosas de igrejas cristãs.
As navetas são, em regra, construídas em prata.